# Тафт-Моссвуд (Каліфорнія)
Тафт-Моссвуд (англ. Taft Mosswood) — переписна місцевість (CDP) в США, в окрузі Сан-Хоакін штату Каліфорнія. Населення — 1636 осіб (2020).

## Географія
Тафт-Моссвуд розташований за координатами 37°54′43″ пн. ш. 121°16′56″ зх. д. / 37.91194° пн. ш. 121.28222° зх. д. (37.911954, -121.282166).  За даними Бюро перепису населення США в 2010 році переписна місцевість мала площу 1,26 км², з яких 1,22 км² — суходіл та 0,03 км² — водойми.

## Демографія
Згідно з переписом 2010 року, у переписній місцевості мешкало 1530 осіб у 364 домогосподарствах у складі 306 родин. Густота населення становила 1216 осіб/км².  Було 420 помешкань (334/км²).
Расовий склад населення:
| - 29,0 % — білих - 12,5 % — чорних або афроамериканців - 12,0 % — азіатів - 0,7 % — корінних американців - 0,1 % — вихідців з тихоокеанських островів - 40,3 % — осіб інших рас |

До двох чи більше рас належало 5,5 %. Частка іспаномовних становила 71,8 % від усіх жителів.
За віковим діапазоном населення розподілялося таким чином: 33,6 % — особи молодші 18 років, 56,7 % — особи у віці 18—64 років, 9,7 % — особи у віці 65 років та старші. Медіана віку мешканця становила 27,9 року. На 100 осіб жіночої статі у переписній місцевості припадало 104,3 чоловіків;  на 100 жінок у віці від 18 років та старших — 104,8 чоловіків також старших 18 років.
Середній дохід на одне домашнє господарство  становив 39 483 долари США (медіана — 26 149), а середній дохід на одну сім'ю — 45 035 доларів (медіана — 33 125). Медіана доходів становила 41 125 доларів для чоловіків та 32 262 долари для жінок. За межею бідності перебувало 21,8 % осіб, у тому числі 32,2 % дітей у віці до 18 років та 2,8 % осіб у віці 65 років та старших.
Цивільне працевлаштоване населення становило 322 особи. Основні галузі зайнятості: транспорт — 16,5 %, оптова торгівля — 16,5 %, освіта, охорона здоров'я та соціальна допомога — 16,5 %.